# 小行星115885
小行星115885（115885 Ganz）是一颗绕太阳运转的小行星，为主小行星带小行星。该小行星于2003年11月发现。
該小行星以瑞士裔匈牙利技術工程師岡茨·亞伯拉罕命名。

## 轨道参数
小行星115885的轨道半长轴为351 347 852 km（2.3485819 UA），离心率为0.124。